# Хотимськ
Хо́тимськ (біл. Хоцімск) — селище міського типу в Могильовській області Білорусі. Адміністративний центр Хотимського району.
Населення селища становить 6,8 тис. осіб (2006).

## Історія

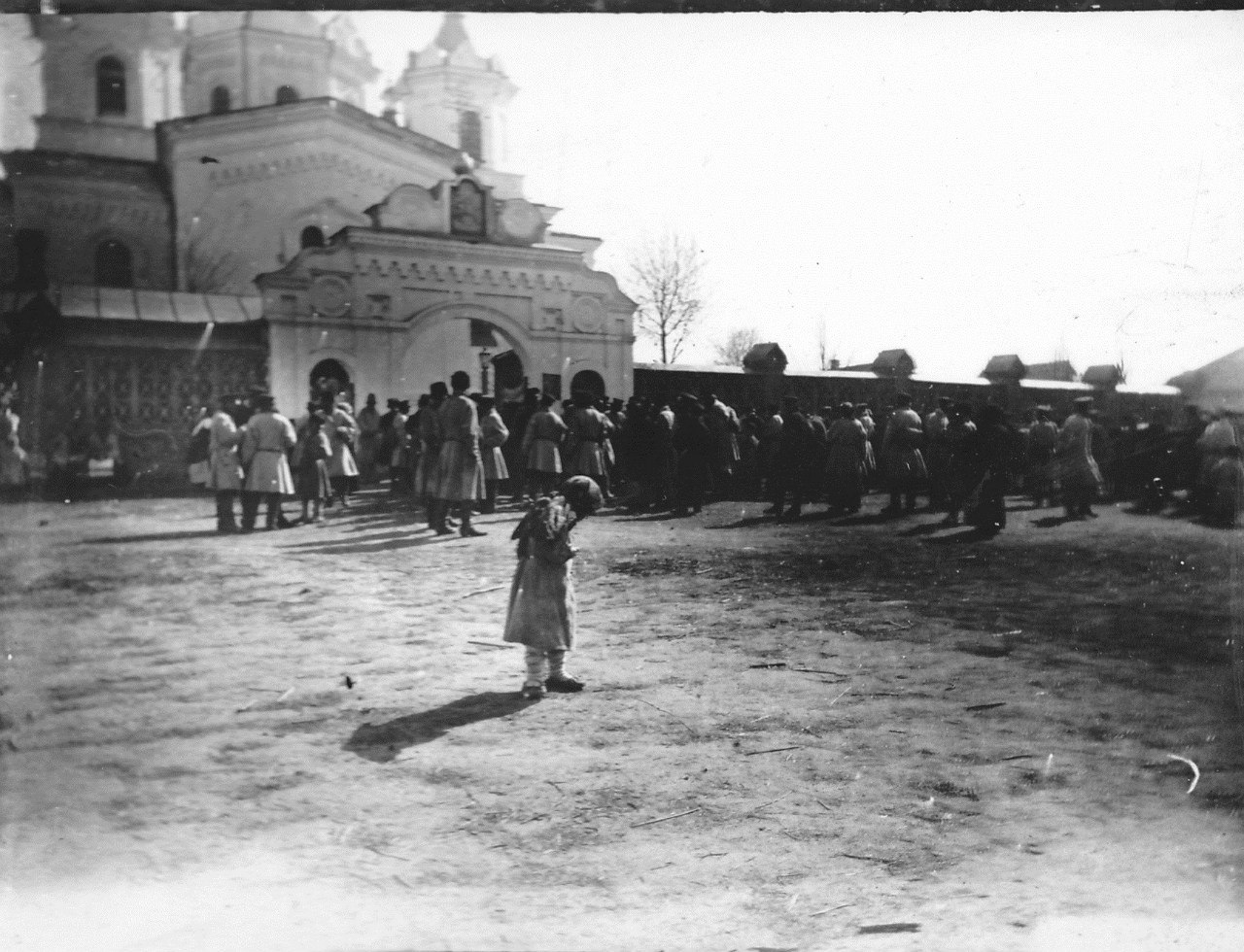
Свято-Троїцький собор. Фотографія початку XX століття

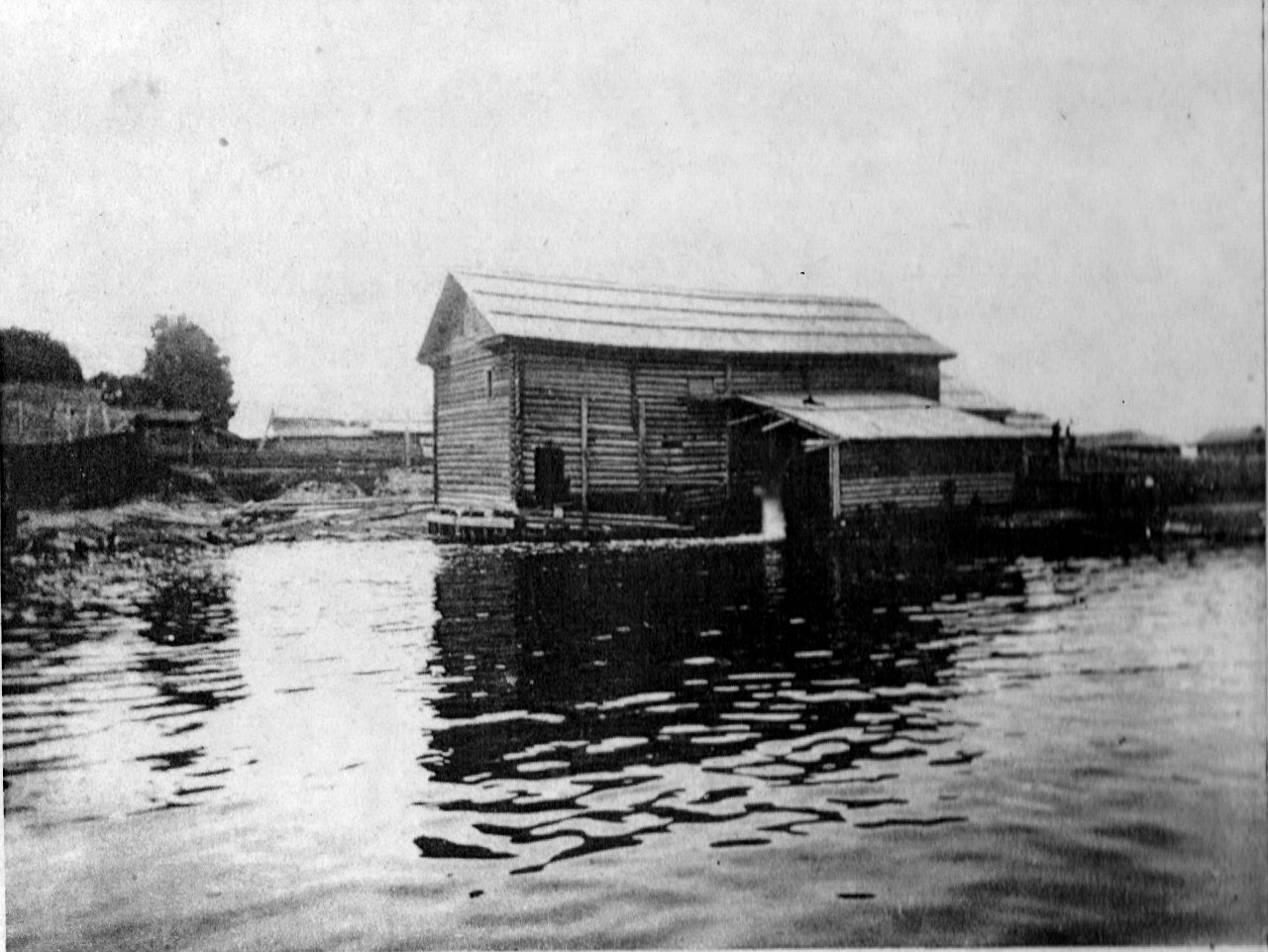
Беседь в Хотимск. Фотографія початку XX століття

Згадується в 1430 році як село Хотимль у Великому князівстві Литовському. З XVI століття село в Мстиславському воєводстві. Утворений дрібними торговцями і ремісниками. 1714 року тут було 66 будинків, корчма, млин, церква. Тоді ж навпроти, на лівому березі річки Беседь побудували містечко Радивилів, де налічувалося 148 дворів і 3 вулиці, в 1747 р — 116 будинків, 8 вулиць, церква Різдва Богородиці, синагога, корчма, тюрма.
| Білорусь | Це незавершена стаття з географії Білорусі. Ви можете допомогти проєкту, виправивши або дописавши її. |